# Горбунова, Алла Глебовна
Алла Глебовна Горбунова (в замужестве Чернавина, публикуется под девичьей фамилией; род. 30 октября 1985, Ленинград) — российский поэт, прозаик, литературный критик.

## Биография и творчество
Окончила с отличием философский факультет Санкт-Петербургского университета.
Дебютировала как поэт в 2003 году в сборнике поэтов Санкт-Петербургского университета «Поэтому», в дальнейшем стихи и проза публиковались в журналах «День и ночь», «Знамя», «Русский альманах», «Крещатик», «Новое литературное обозрение», «Воздух» и др. Публикация в журнале «Новый мир» была предварена напутственным словом Юрия Кублановского, а в интернет-журнале «TextOnly» — Валерия Шубинского. В качестве критика и рецензента печаталась в журналах «Критическая масса», «Новый мир» и «Новое литературное обозрение».
Автор книг стихов «Первая любовь, мать Ада» (2008), «Колодезное вино» (2010), «Альпийская форточка» (2012), «Пока догорает азбука» (2016), «Внутри звездопада» (2019), «Куплеты и гимны» (2020), «Кукушкин мёд» (2022) и книг прозы «Вещи и ущи» (2017), «Конец света, моя любовь» (2020), «Другая материя» (2021) и «Лето» (2021). Изданы также книги стихов «La rosa dell’Angola» (2016), «Il Promo Mattino Della Creazione» (2021) и книга прозы «Miniature» (2019) в переводе на итальянский и книга прозы «Приказки за смахнати» (2017) в переводе на болгарский. Лауреат премии «Дебют» (2005). Со вторым сборником стихов «Колодезное вино» (2010) в 2011 году вошла в шорт-лист премии Андрея Белого. Шорт-лист премии «Московский наблюдатель» (2016, 2017), присуждаемой за отчёты о литературных вечерах. Сборник стихов «Пока догорает азбука» вошёл в шорт-лист премии «Различие» (2017). Книга прозы «Вещи и ущи» вошла в шорт-лист премии Андрея Белого (2018) и премии «НОС» (2018). В 2019 году стала лауреатом Премии Андрея Белого в номинации «Поэзия» за книгу «Пока догорает азбука». За книгу «Конец света, моя любовь» получила премию «НОС» (2020).
Стихи переводились на английский, немецкий, французский, итальянский, испанский, сербский, датский, шведский, финский, латышский, болгарский, словенский, греческий, иврит и китайский языки. Проза — на английский, итальянский, болгарский, польский, сербский, словацкий и румынский языки. Участвовала в российских и международных фестивалях поэзии и прозы (Парижский книжный салон, «Кровь поэта» в Латвии, «Киевские лавры» на Украине, «Runokuu» в Финляндии, Kikinda Short Story Festival в Сербии, Litvest в Румынии, участвовала в поэтических чтениях в Нью-Йорке и Чикаго).
Живёт в Москве и Санкт-Петербурге.

## Отзывы
Поэт, прозаик и критик Анаит Григорян:
…вся «Альпийская форточка» и — шире — всё творчество поэта оказывается единым словом, картиной, вопреки правилам живописи исполненной акварелью на плотном холсте. Рассматривая прозрачный, ажурный рисунок, не сразу заметишь за ним тугие переплетения волокон, прочную на разрыв ткань — так, наблюдая сновидение, не различаешь исторгший его тёмный реликтовый поток, берущий начало где-то в досознательном прошлом человечества, непрерывно порождающий и тотчас поглощающий образы, лишь отчасти поддающиеся осмыслению. 

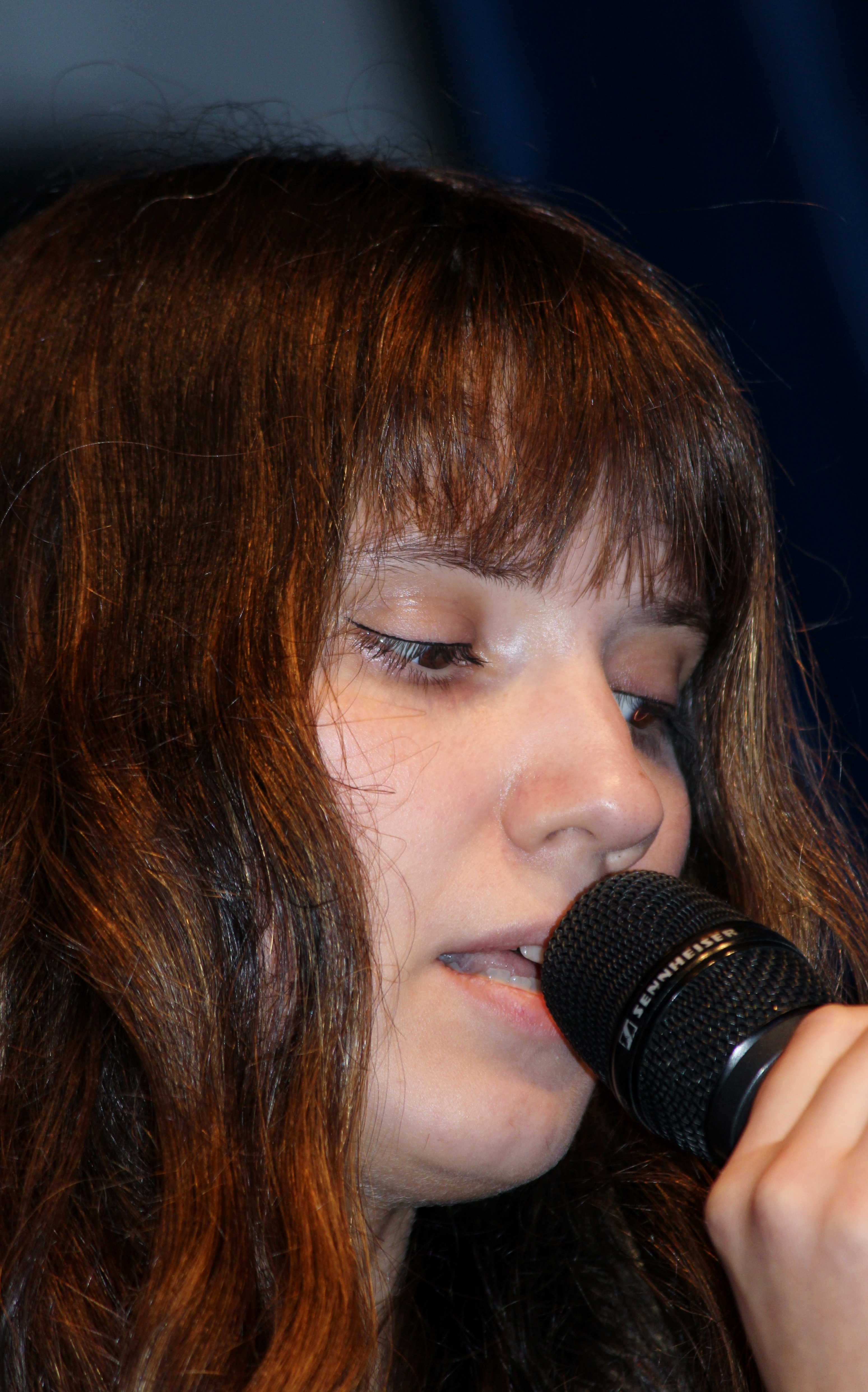
Читая свои стихи на открытии ХI Московского фестиваля «Биеннале поэтов»

Поэт и критик Денис Ларионов:
Через этот шоковый момент < показывающий условность границы между миром живых и миром мертвых > можно обозначить и место субъекта в поэзии Горбуновой, находящегося на границе этих миров. Иногда субъект оказывается как бы по ту сторону — и тогда поэт обращается к полиметрическим конструкциям (что может быть диалогично по отношению к текстам Елены Шварц), описывающим идиллические, свободные от человека, сновидческие топосы; иногда — по эту, и тогда мы видим развертывание той или иной метафоры, почти всегда связанное с нигилистическим ее опрокидыванием (и здесь уместнее вспомнить гностическую линию в современной поэзии, от Александра Миронова до Шиша Брянского).
Философ и филолог Александр Марков:
Перед нами тот же эффект, который давала натурфилософская поэзия, от «Небесных явлений» Арата до символизма, но только здесь в основе такого ровного учета происходящего лежит не мифология, а, скорее, опыт «бытия», если бы это слово по-русски объединяло и философскую категорию, и существование, и быт. Нельзя сказать, что это опыт только сбывшегося, потому что Горбунова не меньше говорит о несбывшемся. Но это несбывшееся — не «несбывшееся» бытовых переживаний, не сломанные мечты, а несбывшееся физики или химии: очередное явление, не получившее еще формулы или экспериментальной проверки.
Поэт Василий Бородин:
В этих стихах очень сложно провести границу между субъектом и его опытом; у субъекта нет чётких границ, отделяющих его от мира, а те условные границы, которые стремятся удержать его от полного растворения, крайне подвижны. Кажется, субъект этих стихов впускает в себя — в стихах, часто даже на телесном уровне, — некий предельный и даже деформирующий опыт, как бы принимает на себя его удар … Горбунову интересует возможность откровения и чуда, и границы той субъективности, в которой они возможны,- вернее, постоянное проницание этих границ. 